# Église Saint-Nicolas-des-Tisserands de Moscou
L'église Saint-Nicolas-des-Tisserands ou église Saint-Nicolas des Khamovnikis (en russe : Храм Никола́я Чудотво́рца в Хамо́вниках / Церковь Святителя Николая в Хамовниках)  est une église orthodoxe de Moscou, en Russie, située à proximité de la station de métro Parc Culture et du quai Frounzenskaïa.
L'église a été construite entre 1679 et 1682 dans la sloboda des tisserands du tsar. C'est un monument caractéristique de l'architecture du XVIIe siècle à Moscou. Dans l'église sont installés un gymnasium et une école du dimanche.

## Histoire

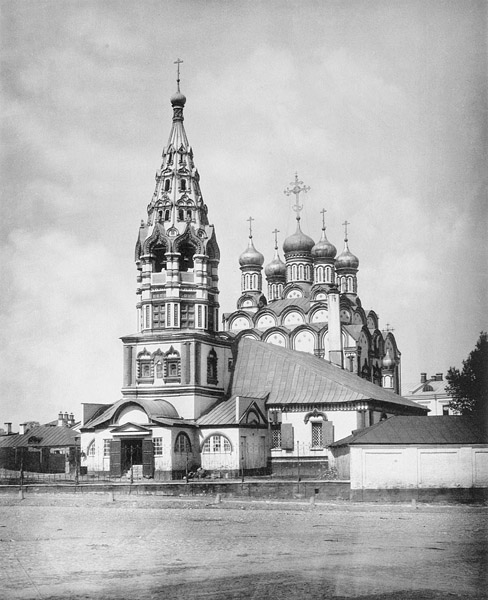
L'église en 1883 photographiée par Nikolaï Naïdionov.

La première mention d'une église en bois à l'emplacement remonte à l'année 1625. Dès 1657, l'église est en pierre et, en 1677, elle porte déjà le nom de Nicolas le Thaumaturge des écuries des métropolites.
L'emplacement de l'église actuelle est quelque peu à l'écart de celui de l'église primitive dont les travaux ont débuté sous le tsar Fédor III Alekseïévitch, le 21 mai 1679 et dont la consécration date du 25 juin 1682. Une trapeznaïa à une colonne ainsi qu'une chapelle et un clocher ont été ajoutés plus tard.
En 1812, à l'époque de la Campagne de Russie de Napoléon Bonaparte, le bâtiment a été partiellement détruit. Il est restauré en 1949. En 1845, des peintures murales ont été réalisées dans l'église et, au début du XXe siècle, une clôture et des portes ont été ajoutées.  
L'église a été restaurée en 1896, 1949 et 1972. Elle est restée ouverte au culte durant toutes ces restaurations.
En 1992 une cloche de 108 pouds est suspendue à son clocher.
En 2008 l'église a fêté le 160e anniversaire du transfert de l'icône de l'Intercession de la Mère de Dieu.

## Architecture
Les architectes de cette église conservent les principaux éléments de l'ornementation du XVIIe siècle : les nombreux kokochnikis, les petites frises ajourées, parfois en métal doré le long des toits et à la base des tambours des coupoles, les chambranles richement ouvragés, les fines colonnettes aux angles qui soulignent le volume du cube principal.   

## Fait intéressant
- Parmi les paroissiens connus de l'église, on trouve Léon Tolstoï qui a vécu à proximité et a mentionné l'église dans ses écrits.